# Temple d'Ares

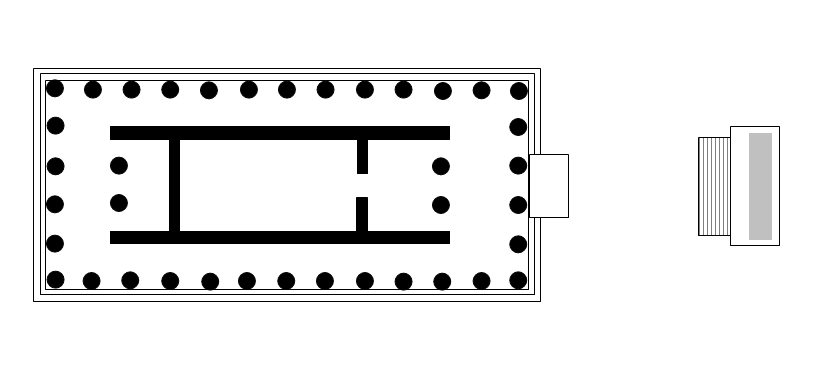
Plànol estimat de la planta baixa original del temple d'Ares amb un altar

El temple d'Ares (en grec antic: ναός του Άρη) era un edifici que es trobava a l'àgora d'Atenes. Pausànias en parla, i diu que era un santuari on hi havia dues estàtues d'Afrodita, una d'Ares feta per Alcàmenes d'Atenes i una altra d'Atena, que havia fet un escultor de Paros que es deia Locros. Les ruïnes preservades indiquen una història complexa.
Els fonaments són de la primera construcció romana, però els fragments de la superestructura localitzats a l'extrem oest del temple poden datar-se del segle v aC. Les restes arqueològiques es pot assegurar que pertanyen a un temple perípter dòric, o semblant a la planta i façana del d'Hefest. Les marques de les pedres restants indiquen que originalment pogué estar en un altre lloc i que devia ser desmantellat, traslladat i reconstruït sobre una base romana en temps d'August, pràctica comuna durant l'ocupació romana de Grècia. Probablement el seu emplaçament original fos Acarnes, on des de l'època clàssica està testimoniat el culte a Ares i a Atena.